# Moto Gori
Moto Gori fou una empresa italiana fabricant de motocicletes, especialment de fora d'asfalt, que tingué activitat entre el 1968 i el 1983. La companyia va ser fundada a Florència per Giancarlo Gori, conegut per les seves reeixides elaboracions de Lambretta primer i Vespa després.

## Història
Les Vespa i Lambretta preparades per Giancarlo Gori varen aconseguir èxits destacats en competició, com ara les victòries d'etapa al Motogiro d'Italia de 1967 d'una de les seves Vespa 90 S.S. Ja durant aquella activitat prèvia com a preparador de motors, la rivalitat de Gori amb el seu conciutadà Ancillotti era notable.

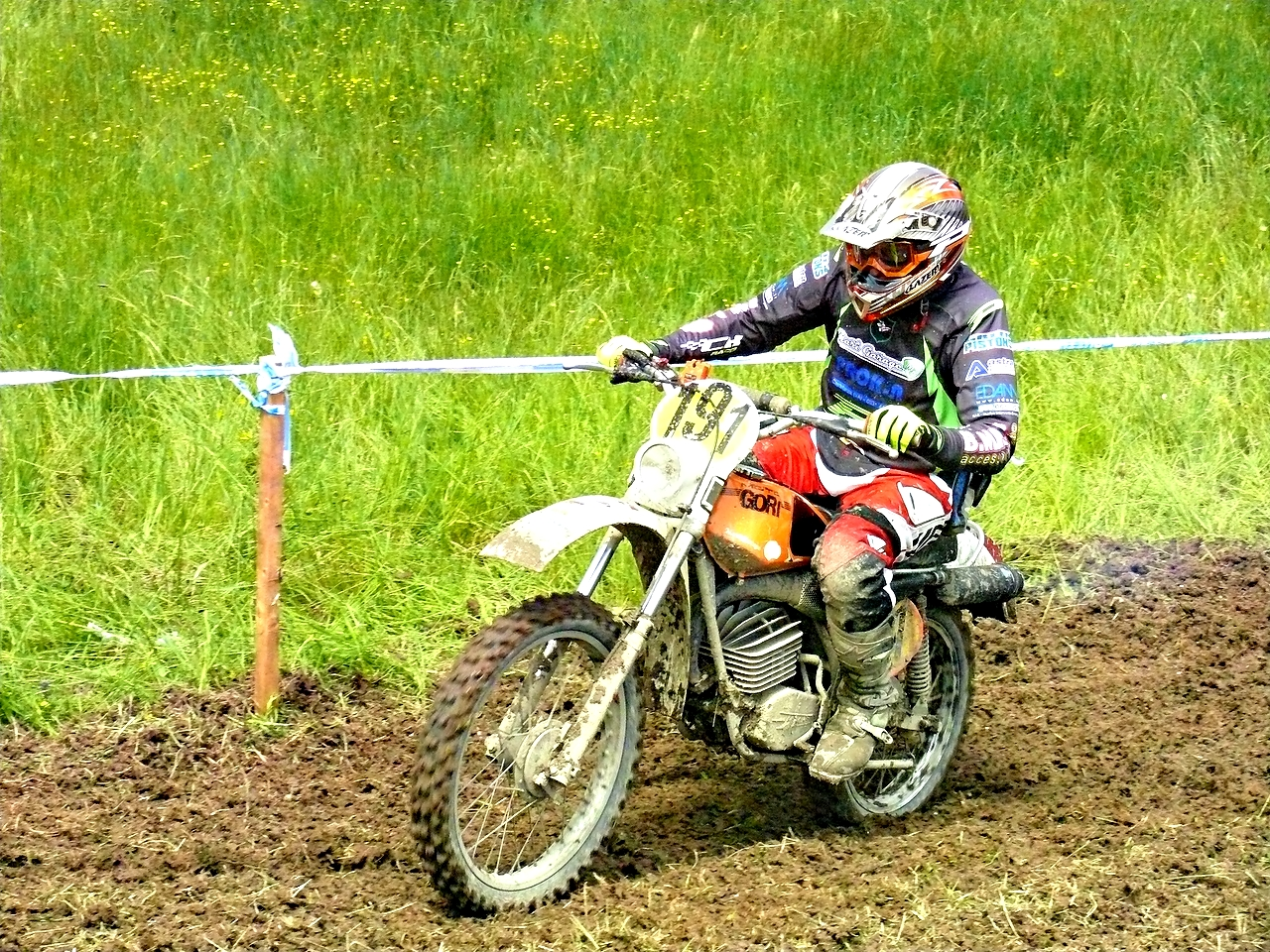
Una Gori rgc 125 7v de 1976, en un enduro "vintage" a Itàlia el 2017

La primera motocicleta Gori va néixer el 1968: la 50 Cross, equipada amb un motor Minarelli preparat. La moto, presentada al Saló de l'Automòbil de Milà aquell any, va aconseguir un cert èxit. A causa de problemes d'homologació, la motocicleta es va vendre amb la marca Gori-Bimm (Moto Bimm era una empresa toscana que ja era activa al sector dels ciclomotors). En poc temps, les Gori-Bimm van començar a aconseguir èxits en curses de motocròs, on la marca seguia mantenint la rivalitat, en aquest cas en el fora d'asfalt, amb les Ancillotti (equipades amb motors Beta).
El 1969, Gori va substituir els motors Minarelli pels alemanys Sachs. El 1972 la gamma es va expandir fins a la cilindrada de 125 cc (de nou, amb motor Sachs). La gamma d'aquells anys es va ampliar tot incloent models de motocròs, enduro i minimotos. Durant el bienni 1973-1974, Gori va muntar també les motocicletes alemanyes DKW.
La gamma de Gori a mitjan dècada del 1970 comptava amb models (tant de professionals com de més "tranquils") en cilindrades de 50 a 175 cc, equipats majoritàriament amb motors Sachs (els models de 50 cc, també amb motors Franco Morini) i components de primera categoria: suspensions Marzocchi o Ceriani, silenciadors Lafranconi o Giannelli, llandes Akront. Les Gori tenien tant d'èxit que s'exportaven a tot Europa i fins i tot a Austràlia.
El 1976, les vendes del fabricant toscà van patir un descens: la causa principal van ser els problemes del nou motor Sachs 125-250 de 7 velocitats. El 1980 es va produir un punt d'inflexió: SWM oferí a Gori un lot de motors Rotax, dels quals el fabricant llombard n'era l'agent exclusiu per a Itàlia. Així va néixer la sèrie G81 en les cilindrades de 125, 250 i 350 cc. Les noves motocicletes varen tenir èxit i les vendes recuperaren força, però al cap d'un temps, la crisi econòmica de SWM causà la suspensió del subministrament dels motors austríacs. Gori fou incapaç de trobar alternatives al Rotax i, un cop liquidades les existències en estoc, va plegar el 1983.

## Palmarès
Moto Gori va aconseguir èxits destacats en competició, tant a Itàlia com a l'estranger:
- Medalla d'Or als Sis Dies, 1975 i 1976
- Campionat d'Europa d'enduro 75cc, 1975 (títol de constructors)
- Campionat d'Itàlia d'enduro 50cc, 1975
- Campionat d'Itàlia de muntanya 125cc, 1974 i 1975